# Dendrobium subflavidum
Dendrobium subflavidum är en orkidéart som beskrevs av Henry Nicholas Ridley. Dendrobium subflavidum ingår i släktet Dendrobium, och familjen orkidéer. Inga underarter finns listade i Catalogue of Life.